# 正樂寺
正樂寺（日語：しょうらくじ）是位於岡山縣備前市蕃山的高野山真言宗準別格本山佛寺，山號是日光山，詳細的名號是日光山千手院正樂寺，祭祀的本尊是十一面觀世音菩薩。是中國三十三觀音靈場的第三號禮所和百八觀音靈場的第四號禮所。宗教法人名稱為「千手院」。

## 概要
根據寺傳，是在奈良時代中期的天平勝寶年間（749年–756年），由報恩大師所創設的備前四十八個寺其中之一。之後衰亡，到鎌倉時代末期嘉元2年（1304年），由大和国般若寺的僧侶信賢再興，重整了伽藍。此時的寺院名稱相傳是勝樂寺。
到江戶時代初期的元和元年（1615年），因為火災伽藍燒毀了。到江戶中期與後期之間，因岡山藩主池田家的庇護之下，再度重整了寺院，安置了池田家歴代牌位。
寺院附近有藩的學者熊沢蕃山隱居的房屋遺跡。此地原本稱為寺口村，但據說是蕃山隱居之地的原因而改稱為蕃山村（日語：しげやまむら）。

## 文化資產

### 重要文化財（國家指定）
- 四座講式 4卷（書跡、典籍） - 明治34年（1901年）8月2日指定。

### 岡山縣指定文化財
- 重要文化財（有形文化財）
  - 山門（附 文化十四年棟札1枚）（建築） - 江戶時代後期興建，文化14年（1817年）由播磨國赤穗的棟梁野村長右衛門信慶所建立。在平成13年（2001年）1月10日指定為備前市指定有形文化財，在平成29年（2017年）3月7日指定為岡山縣指定重要文化財[3]。

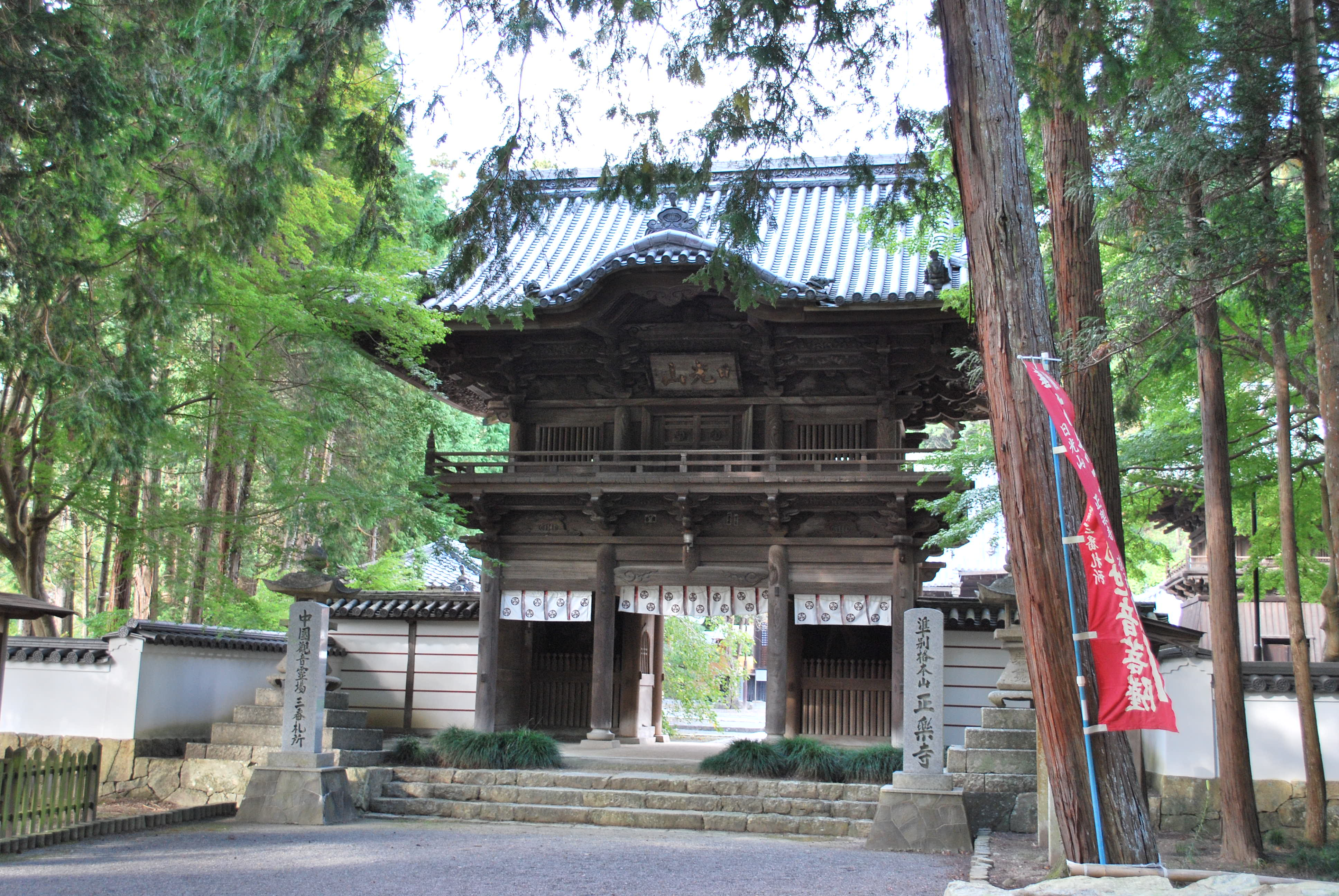
山門

- - 絹本墨畫白衣觀音圖（繪畫） - 平成4年（1992年）4月3日指定。
  - 木造十一面觀音立像（雕刻） - 本尊。平成27年（2015年）3月6日指定[4]。

### 備前市指定文化財
- 有形文化財
  - 客殿和玄關 - 昭和57年（1982年）5月26日指定。
  - 鐘樓 - 昭和57年（1982年）5月26日指定。
  - 本堂 - 江戶時代中期，正德元年（1711年）建立。昭和62年（1987年）7月28日指定。

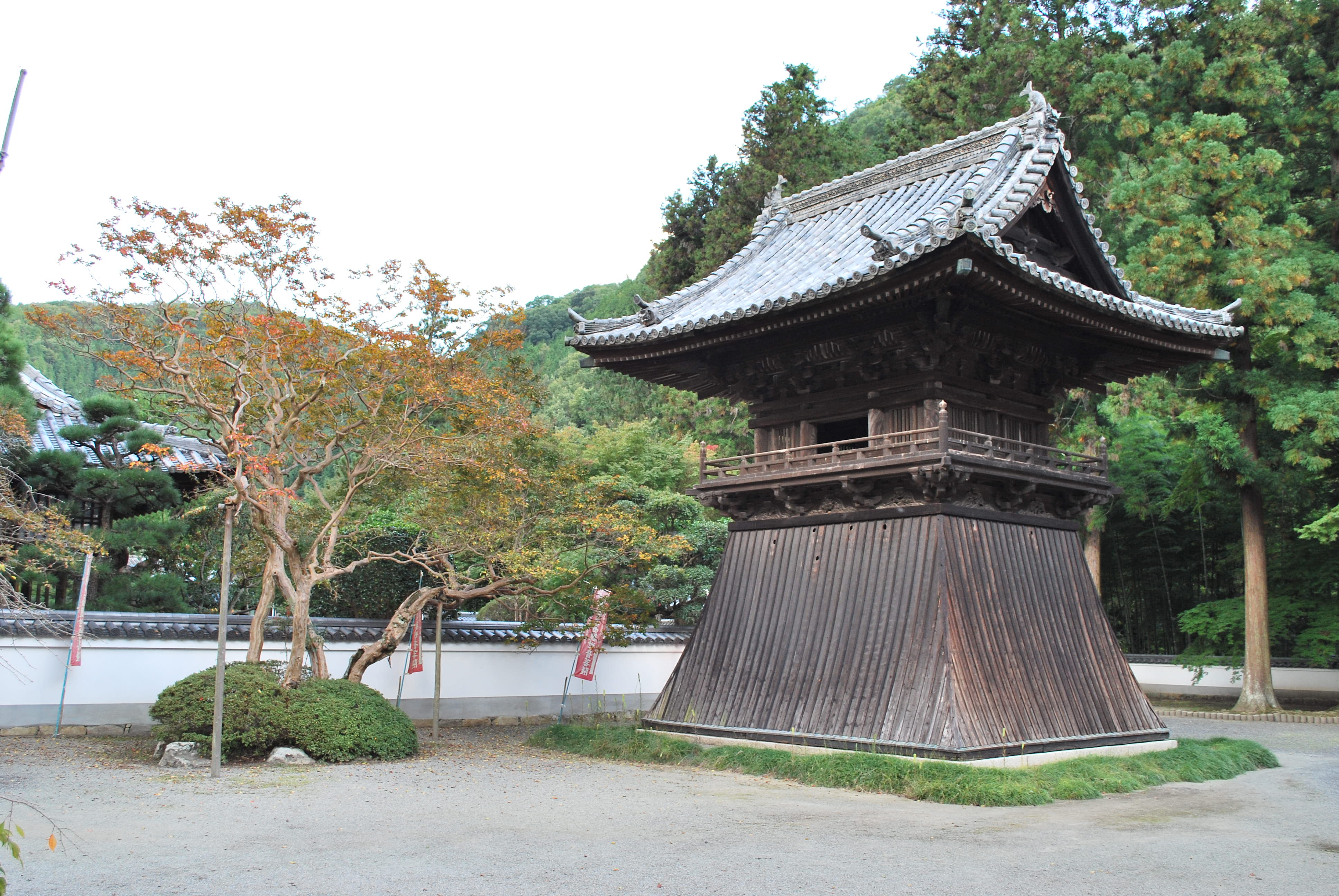
鐘樓

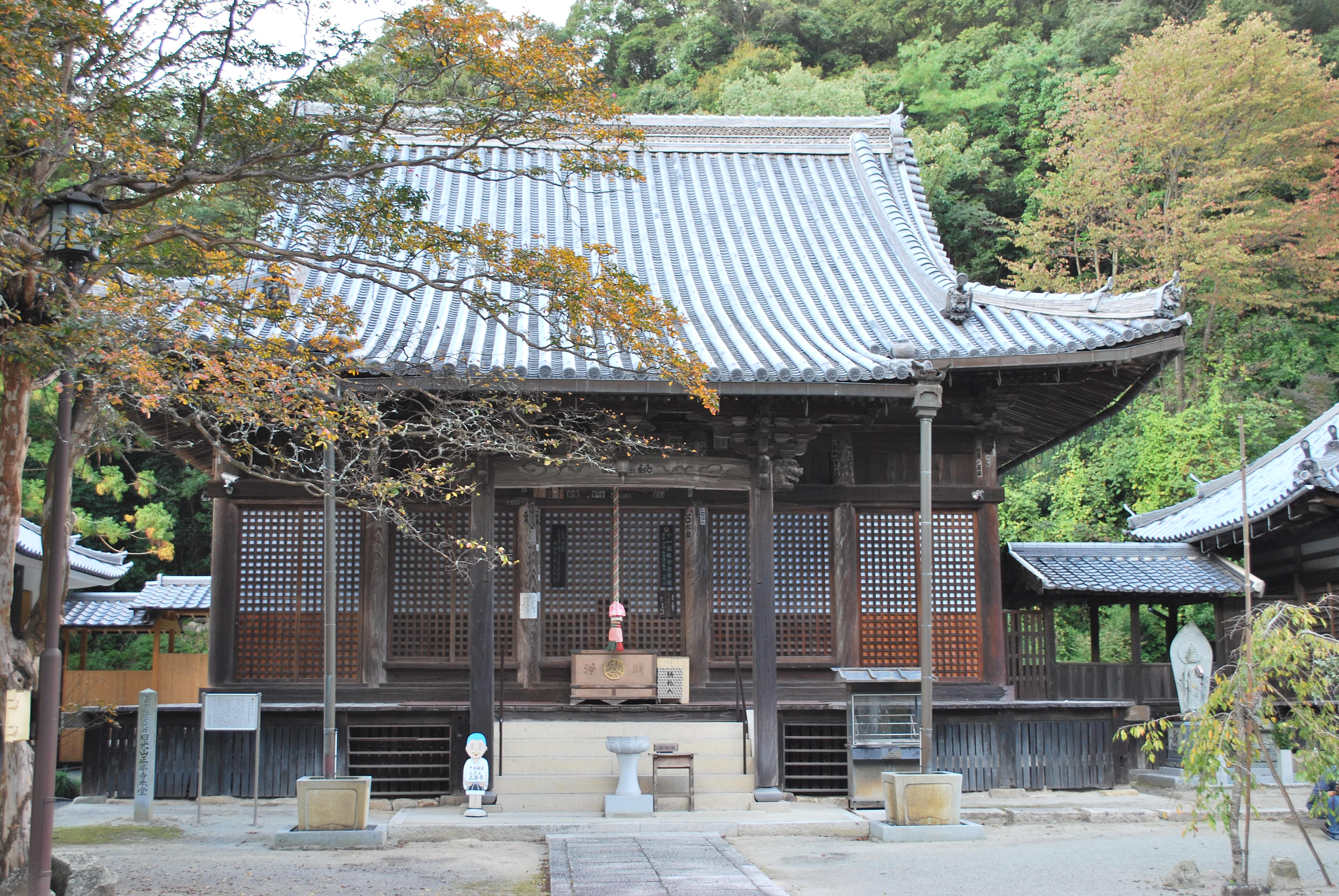
本堂

## 前後禮所
中國三十三觀音靈場
2 餘慶寺 -- 3 正樂寺 -- 特別靈場 誕生寺

## 註腳
1. ↑  岡山県指定重要文化財の指定についてお知らせします （页面存档备份，存于）
2. ↑  .   [2018-05-28]. （原始内容存档于2021-01-21）.
3. ↑  平成29年3月7日岡山県公報PDF岡山縣教育委員会告示第1號。
4. ↑  平成27年3月6日岡山県公報PDF岡山縣教育委員会告示第1号。